# Manute Bol
Manute Bol (Turalei o Gogrial, 1962 - Charlottesville, 2010) fou un jugador de basquetbol sudanès, de l'actual Sudan del Sud. Pertanyia a la tribu dinka. Amb 2,31 metres fou un dels jugadors més alts en jugar a l'NBA. En aquesta competició defensà els colors dels clubs Washington Bullets, Golden State Warriors, Philadelphia 76ers i Miami Heat. Després de l'NBA jugà als Florida Beach Dogs de la Continental Basketball Association la temporada 1995-1996. Més tard jugà a Itàlia i Qatar, abans de retirar-se definitivament de la pràctica de l'esport professional. Es va implicar en la reconstrucció de Turalei després de la seva destrucció durant el genocidi del Sudan. Va ser enterrat en aquesta població el 4 de juliol de 2010.

## Activisme
Bol va gastar-se els diners que havia guanyat en els seus deu anys de carrera professional en el bàsquet en iniciatives humanitàries al Sudan. En aquest país fou acusat pel govern de donar suport a la guerrilla de l'Exèrcit d'alliberació del poble de Sudàn liderat per dinkes, grup humà al qual pertanyia Bol perquè no va acceptar convertir-se a l'islam. Mitjançant la seva fundació Ring True Fundation es va gastar la seva fortuna de 3,5 milions de dòlars. A causa això, es va arruïnar i va ser abandonat per la seva primera dona i els seus fills i es va veure obligat a participar en un combat de boxa perquè la cadena Fox fes publicitat de la seva fundació.

## Mort i últims moments de la seva vida
Bol va morir afectat per l'artritis després d'haver de vendre les seves cases que tenia a Egipte i Khartoum i anar a viure en una casa llogada a la capital sudanesa amb dues esposes.
Abans de morir va liderar la Sudan Freedom Walk, unes marxes pacífiques que es van organitzar als Estats Units per a protestar contra el Genocidi del Darfur.